# Цвинтар Рок-Крік
Цвинтар Рок-Крік — кладовище площею 350 000 квадратних метрів з природним і горбистим ландшафтом, розташоване у районі Петворт у Вашингтоні, округ Колумбія, США, через дорогу від історичного Солдатського дому та Кладовища Солдатського дому. Там також знаходиться Міжконфесійна конференція Вашингтона.
12 серпня 1977 року Цвинтар Рок-Крік і прилегла церковна територія були внесені до Національного реєстру історичних місць як Церковний двір і цвинтар Рок-Крік.

## Історія

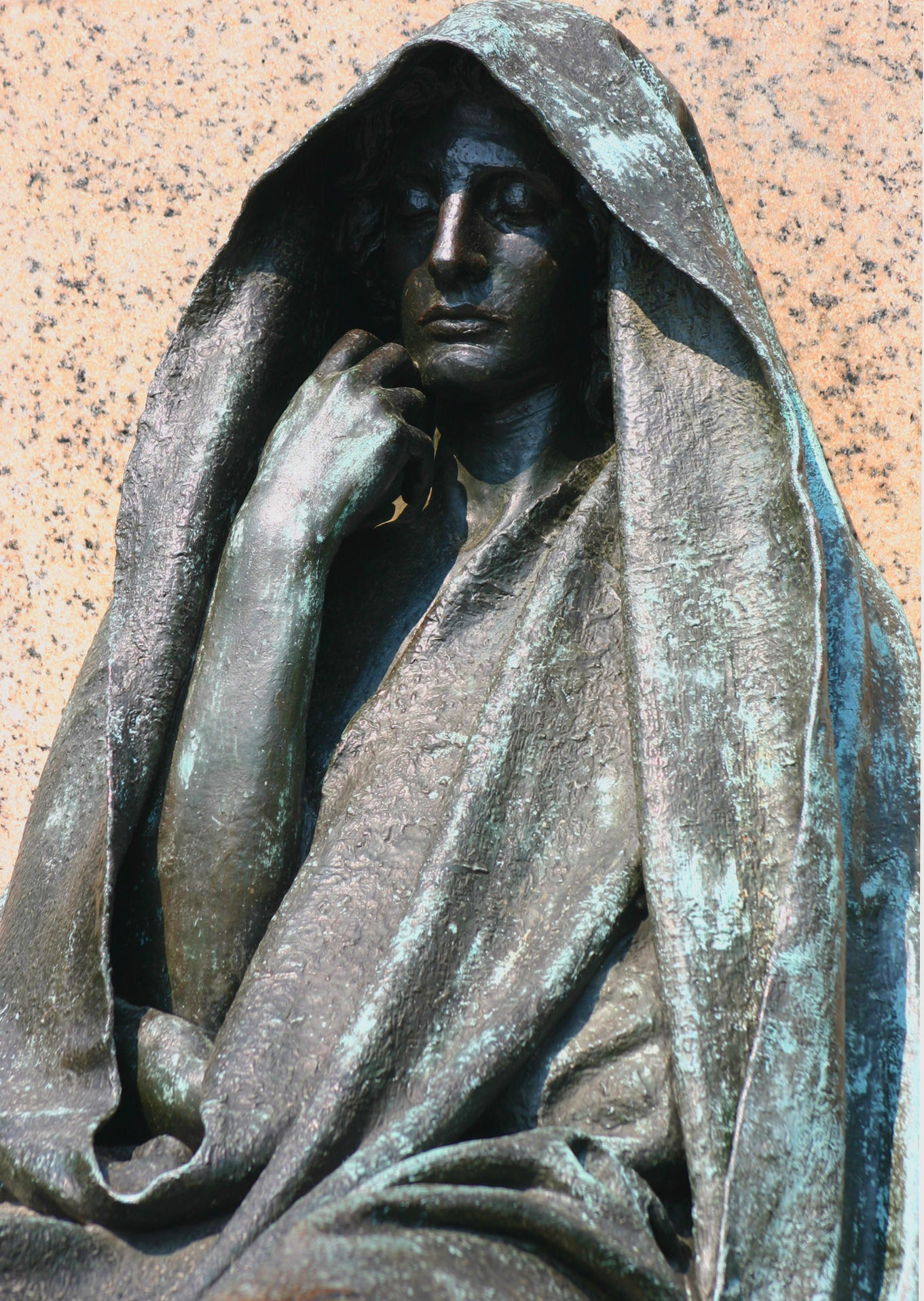
Меморіал Адамс був розроблений відомим скульптором Авґустом Сен-Ґоденсом як надгробний пам'ятник для світської особи Кловер Адамс, яка покінчила життя самогубством у 1885 році. Копія знаходиться в Національній портретній галереї США.

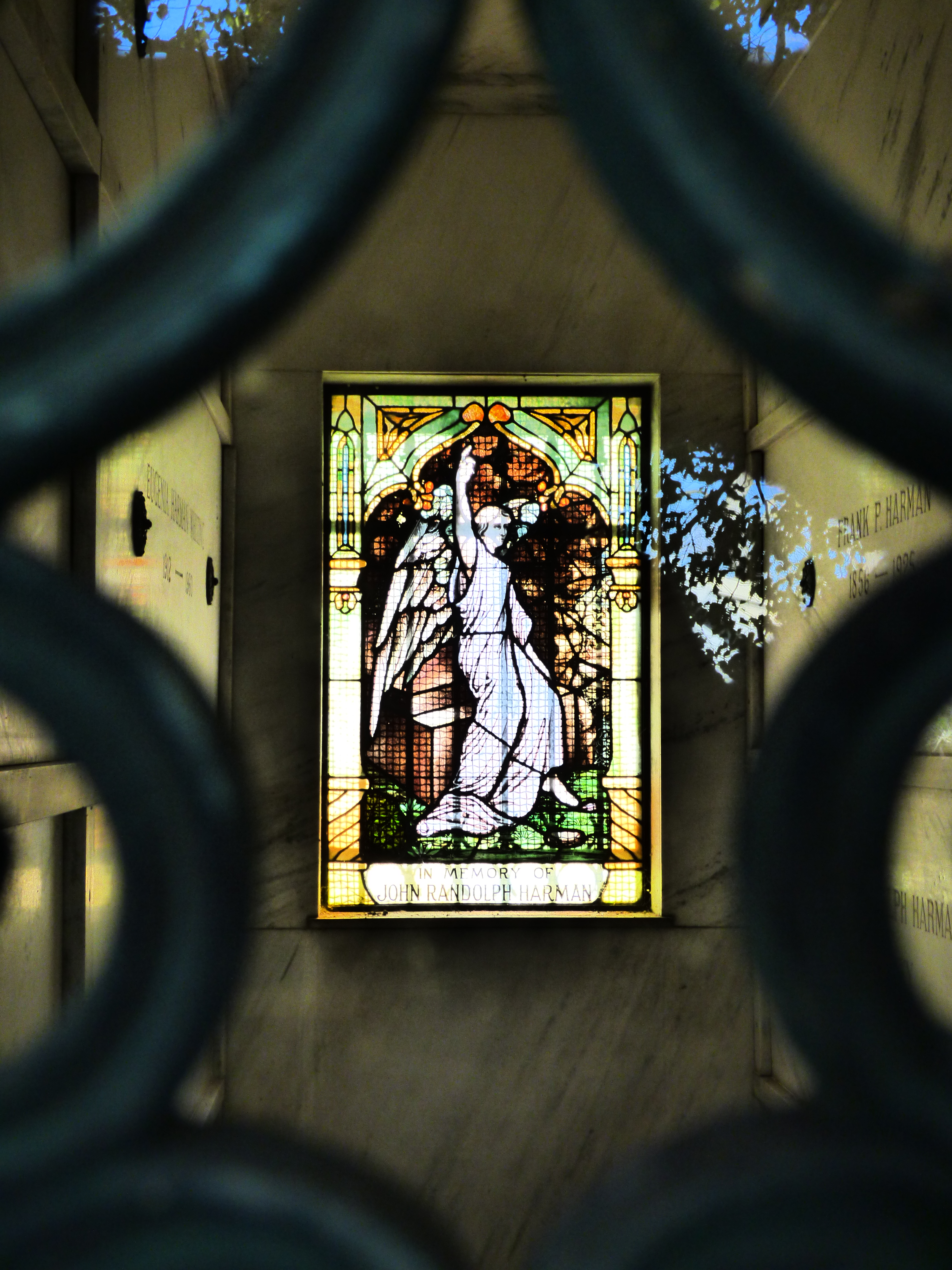
Інтер'єр мавзолею на Цвинтарі Рок-Крік

Цвинтар був вперше заснований в 1719 році в британській колоніальній провінції Меріленд як церковне кладовище в межах земельної ділянки єпископальної церкви Святого Павла в приході Рок-Крік. Пізніше парафіяльне управління вирішило розширити простір для поховання, щоб він слугував громадським цвинтарем для Вашингтона, столиці США, яка придбала цвинтар в його межах 1791 року. Цвинтар був офіційно визнаний та заснований Актом Конгресу в 1840 році.
Розширений цвинтар переробили в стилі сільського саду, так, щоб він одночасно слугував і цвинтарем і громадським парком. Він є місцем служіння єпископальної церкви Святого Павла, приход Рок-Крік, з відділеннями для російської православної церкви Святого Іоанна та православного собору Святого Миколая.
На паркоподібній території Рок-Крік є багато відомих мавзолеїв, скульптур і надгробків. Найвідомішим є Меморіал Адамс — сидяча перед гранітним камінням задумлива, андрогінна бронзова скульптура, створена Авґустом Сен-Ґоденсом і Стенфордом Вайтом. Вона позначає могили світської особи 19 століття Кловер Адамс та її чоловіка Генрі Адамса, і іноді, помилково, скульптуру називають Скорботою. Сен-Ґоденс назвав її «Таємниця потойбіччя» і «Мир Божий, що перевершує розуміння».
Серед інших відомих меморіалів — пам'ятник Фредеріку Кіпу, мавзолей Гейріха, пам'ятник Гітту, пам'ятник Гардону, пам'ятник Кауфману, відомий як «Сім віків пам'яті», двері Шервудського мавзолею та пам'ятник Томпсону-Гардінгу.

## Скульптори робіт на цвинтарі
- Ґатзон Борґлум, Меморіал Рабоні-Ффолке, 1909 рік
- Джеймс Ерл Фрейзер, Пам'ятник Фредеріку Кіпу, 1920 рік
- Лора Ґардін Фрейзер, Меморіал Гітта, 1931 рік
- Вільям Ордвей Партрідж, Меморіал Кауфмана, також відомий як Сім віків або Пам'ять, 1897
- Бренда Патнем, Меморіал Саймона, 1917 рік
- Вінні Рім, Пам'ятник Едвіну Б. Хею, 1906 рік
- Авґуст Сен-Ґоденс, Меморіал Адамс, 1890 рік
- Мері Вошберн, Меморіал Вейта, 1909 рік
- Адольф Олександр Вайнман, Меморіал Спенсера, після 1919 року

На цвинтарі також є численні вишукані роботи невідомих скульпторів.

## Відомі особистості, поховані на цвинтарі
- Генрі Адамс (1838—1918) — письменник, нащадок двох президентів США; могила позначена меморіалом Адамс
- Кловер Адамс (1843—1885) — вашингтонська світська особа та досвідчений фотограф-любитель, дружина Генрі Адамса; могила позначена меморіалом Адамса
- Еліс Ворфілд Аллен (1869—1929) — мати герцогині Віндзорської Волліс Сімпсон
- Френк Кроуфорд Армстронг (1835—1909) — генерал Конфедерації
- Абрагам Болдвін (1754—1807) — випускник Єльського університету, сенатор США, адвокат, підписувач Конституції США, перший президент Університету Джорджії
- Сесіл А. Бізлі — сенатор штату Алабама
- Мелвілл Белл (1819—1905) — шотландський вчитель і винахідник, батько Александера Грема Белла,
- Джозеф Брей Беннетт (1833—1913) — сенатор від штату Вісконсін і службовець з питань призначень в Міністерстві сільського господарства США
- Еміль Берлінер (1851—1929) — американський винахідник грамофона
- Джон В. Бішофф (1850—1909) — композитор і органіст.
- Бен Г. Браун молодший (1914—1989) — колишній посол Сполучених Штатів у Ліберії
- Роберт К. Бьюкенен (1811—1878) — військовий генерал часів Громадянської війни в США та Мексиканської війни
- Роберт Н. Батлер (1927—2010) — геронтолог
- Вілліс Ван Девантер (1859—1941) — суддя Верховного суду США
- Ґор Відал (1925—2012) — письменник і драматург, поруч зі своїм супутником 50 років Говардом Остіном .[14]
- Чарльз Дулітл Волкотт (1850—1927) — секретар Смітсонівського інституту
- Бьортон К. Вілер (1882—1975) — політик-демократ і сенатор США від Монтани
- Джеймс Александер Вільямсон (1829—1902) — генерал армії Союзу під час громадянської війни в США, лауреат Почесної медалі
- Річард Л. Вілсон (1905—1981) — журналіст
- Вільям Віндом (1827—1891) — член Палати представників, сенатор, міністр фінансів (під керівництвом Джеймса Гарфілда та Бенджаміна Гаррісона)
- Отіс Вінґо (1877—1930) — член Палати представників США від Арканзасу, 1913—1930
- Джон Вайнс Райт (1828—1908) — член Палати представників США від Теннессі, член Конгресу Конфедерації, суддя Верховного суду Теннессі[15]
- Мері Беррі Чепмен Гансбро (1872—1951) — поетеса і художниця
- Джон Маршалл Гарлан І (1833—1911) — суддя Верховного суду США, відомий як «Великий дисидент»; написав єдину відмінну думку у справі «Плесі проти Фергюсона»
- Патрісія Робертс Гарріс (1924—1985) — посол, перша афроамериканка, яка мала посаду в президентському кабінеті
- Джордж Л. Гаррісон (1887—1958) — банкір, страховий керівник і політичний радник під час Другої світової війни
- Патриція Макмехон Гокінс (1949—2021) — дипломат
- Френк Гаттон (1846—1894) — генеральний поштмейстер США та редактор Washington Post
- Крістіан Гайріх (1842—1945) — американець німецького походження, засновник пивоварні Heurich Brewery (1871—1954)
- Семюел Біллінґслі Гілл (1875—1958) — члена Палати представників США від Вашингтону, член Комітету податкових апеляцій США (нині — Податковий суд США)
- Вільям Генрі Голмс (1846—1933) — відомий науковими ілюстраціями американського Заходу, своєю роллю в полеміці про давність людей в Америці та лідерством у Смітсонівському інституті
- Джуліус Ґарфінкель (1872—1936) — засновник універмагу у Вашингтоні Garfinckel's
- Гаррі Пост Годвін (1857—1900) — Головний редактор видань National Republican, Washington Star
- Чарльз Френсіс Дженкінс (1867—1934) — піонер телебачення та кіно
- Офа Мей Джонсон (1879—1955) — перша відома жінка-морський піхотинець США (1918)
- Каміль Шотан (1885—1963) — прем'єр-міністр Франції
- Едвард Кларк (1822—1902) — архітектор Капітолію
- Вільям Кобленц (1873—1962) — фізик, відомий внеском в інфрачервону радіометрію та спектроскопію
- Вільям Елерой Кертіс (1850—1911) — журналіст, дипломат і прихильник панамериканізму
- Сергій Курдаков (1951—1973) — колишній агент КДБ і перебіжчик із Радянського Союзу до Канади
- Річард Лоуренс (1800—1861) — чоловік, що вчинив замах на президента Ендрю Джексона
- Ентоні Френсіс Лукас (1855—1921) — інженер-механік хорватського походження
- Артур Макартур старший (1815—1896) — 4-й губернатор штату Вісконсін, дід генерала Дугласа Макартура
- Джордж Макговерн (1922—2012) — кандидат у президенти від Демократичної партії в 1972 році та сенатор від Південної Дакоти
- Евалін Волш Маклін (1886—1947) — багата спадкоємиця, власник Washington Post
- Вашингтон Маклін (1816—1890) — бізнесмен, власник газети Cincinnati Enquirer
- Вільям Раш Мерріам (1849—1931) — губернатор Міннесоти, засновник Бюро перепису населення США
- Томас Нельсон Пейдж (1853—1922) — адвокат, посол в Італії та південний письменник
- Ісідор Рейнер (1850—1912) — політик-демократ, сенатор США від штату Меріленд
- Ептон Сінклер (1878—1968) — письменник, лауреат Пулітцерівської премії
- Гарлан Фіск Стоун (1872—1946) — Голова Верховного суду США
- Джордж Вашингтон Ріґз (1813—1881) — банкір, засновник Riggs Bank
- Стівен Джонсон Філд (1816—1899) — суддя Верховного суду США
- Вільям Г. Френч (1815—1881) — генерал-майор під час Громадянської війни в США та Мексиканської війни
- Пітер Форс (1790—1868) — політик, лейтенант армії США під час війни 1812 року, редактор газети, архівіст та історик, який був дванадцятим мером Вашингтона, округ Колумбія, і чия бібліотека історичних документів стала першою великою колекцією Americana Бібліотеки Конгресу